# Abra Grande
Abra Grande es una localidad argentina ubicada en el departamento Banda de la provincia de Santiago del Estero. Se encuentra sobre la ruta nacional 34, 50 km al noroeste de la ciudad de La Banda.
En 2009 hubo conflictos entre campesinos del lugar y empresarios por la posesión de la tierra. Es una zona agrícola, donde también hay ganado menor.

## Población
Cuenta con 138 habitantes (Indec, 2010), lo que representa un leve descenso del 0,7% frente a los 169 habitantes (Indec, 2001) del censo anterior.
| Gráfica de evolución demográfica de Abra Grande entre 1991 y 2010 |
|                                                                   |
| Fuente: Censos nacionales del INDEC                               |